# Klaus Gagel

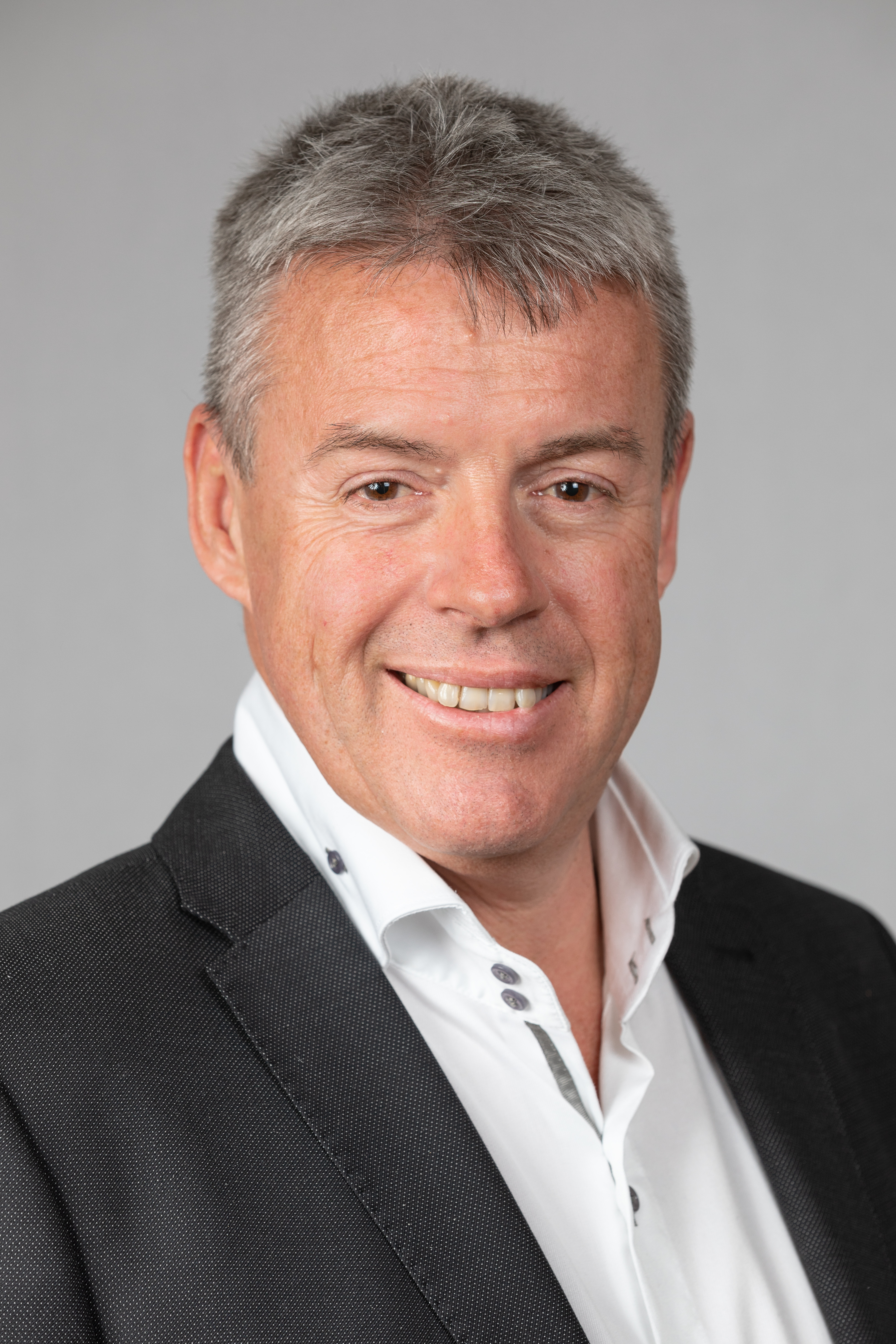
Klaus Gagel, 2019

Klaus Gagel (* 15. Dezember 1963 in Wiesbaden) ist ein deutscher Politiker der Alternative für Deutschland.

## Leben
Gagel ist Dipl.-Meteorologe und selbständig. Er ist Mitglied der hessischen AfD und Kreisvorsitzender der AfD im Rheingau-Taunus-Kreis. Bei der Landtagswahl 2018 kandidierte er als Direktkandidat der AfD im Wahlkreis Rheingau-Taunus II (Wahlkreis 29). Er zog über die Landesliste als Abgeordneter in den hessischen Landtag ein. Bei der Landtagswahl 2023 zog er erneut über die Liste in den Landtag ein. Gagel ist geschieden und vierfacher Vater. Er wohnt in Taunusstein.

## Positionen
Laut dem Profil in Abgeordnetenwatch sind Gagels Ziele:
- Asylmissbrauch und Illegale Zuwanderung beenden
- Marode Infrastruktur modernisieren
- Optimale Bildung mit differenzierten Schulen
- Familien stärken[6]

Größere Aufmerksamkeit errang Gagel durch seine Aussage, es hätte eine Schlägerei in einem Schwimmbad in Taunusstein gegeben, weil „islamistische Großfamilie aus dem Kreis der Migranten mit geschätzt etwa 15 Mitgliedern“ in Alltagskleidung das Schwimmbad nutzen wollte. Der von ihm geschilderte Vorfall war der Stadtverwaltung und Polizei nicht bekannt. Später rückte er von seiner Aussage wieder ab. Ebenso plädierte er dafür, Kleidung in Schwimmbädern zu verbieten, was jedoch bereits in der Badeordnung in der Fassung vom 27. Januar 2011 bereits festgeschrieben ist.